# 河曲設治局
河曲设治局，民國時設置於青海省的設治局，位于青海东部，辖地包括今同德县一部。

## 历史沿革
民国二十八年（1939年），青海省政府设置，局所驻藏寺（今青海同德县东南赛德）。但此举并未获中央政府承认。民国三十年（1941年），裁撤。